# Beirut

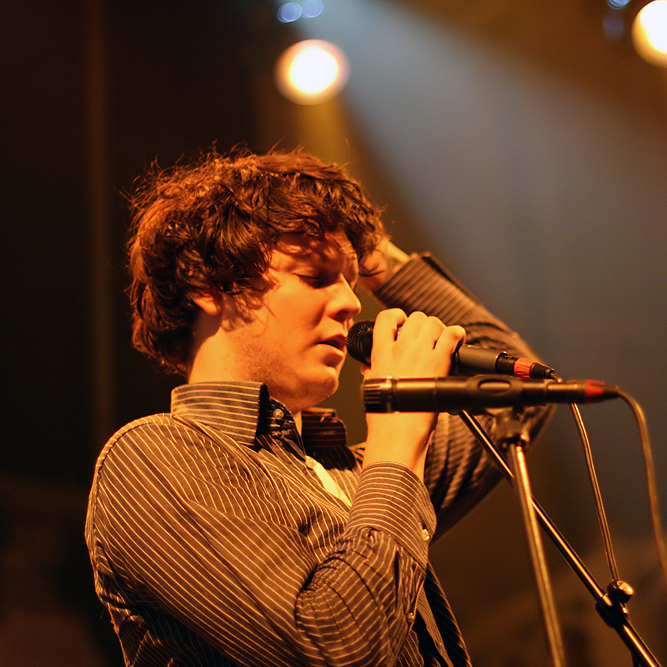
Zach Condon, líder do Beirut, em 2007.

Beirut é a orquestra de Zach Condon (n. Santa Fé, Novo México, em 13 de fevereiro de 1986). O primeiro lançamento oficial com o nome de Beirut contou com a colaboração de Jeremy Barnes (Neutral Milk Hotel, A Hawk and a Hacksaw) e Heather Trost (ex-integrante da banda A Hawk and a Hacksaw).
A música do Beirut combina elementos folk do Leste Europeu, onde Zach passou uma temporada, pesquisando as sonoridades que caracterizam a banda. Instrumentos de sopro como a tuba, o bombardino e o acordeão compõem parte da orquestra regida por Condon, que tem o flugelhorn e o ukulele como seus principais instrumentos, O ukulele foi uma alternativa que surgiu numa época em que estava impedido de tocar guitarra por ter machucado o pulso.
Quando mais novo, Zach Condon já havia lançado alguns álbuns. Aos 15 anos,  com o nome The Real People,  gravou um álbum de lo-fi chamado The Joys of Losing Weight. Zach estudou na escola Santa Fe High School até os 16 anos de idade, quando foi viajar pela Europa, continente no qual teve contato com a música balcânica, incluindo Boban Marković Orchestra e Goran Bregović.
Em 2006, o Beirut lançou, pela Ba Da Bing, dois álbuns inspirados nos Balcãs - Gulag Orkestar e Lon Gisland. Também lançou outras músicas separadas - três delas disponíveis no Pompeii EP, outra num split-CD junto a Calexico, e outra numa coletânea para a revista The Believer. Enquanto morava no Brooklyn, Zach Condon gravou também um vídeo de "Scenic World" na fábrica da Sweet'N Low, e tocou em vários lugares em Nova Iorque e Europa.
O segundo álbum, The Flying Club Cup, vazou na Internet, em 25 de Agosto de 2007, mais de um mês antes do lançamento, em 9 de outubro.
A música Elephant Gun foi tema dos protagonistas da microssérie Capitu, exibida pela Rede Globo em 2008. Com essa recente aparição em rede de televisão aberta, a música conquistou notável lugar (2º) como TopMúsica (as mais procuradas) em vários sites brasileiros de letras de músicas.
A banda já visitou o Brasil em 2009

## Discografia

### Álbuns
- Gulag Orkestar (9 de maio de 2006)
- The Flying Club Cup (9 de outubro de 2007)
- The Rip Tide (Agosto de 2011)
- No No No (2015)
- Gallipoli (2019)
- Hadsel (2023)
- A Study of Losses (2025)

### EP
- Lon Gisland (30 de janeiro de 2007)
- Pompeii EP (28 de fevereiro de 2007)
- Elephant Gun EP (25 de junho de 2007)
- March of the Zapotec/Holland EP (17 de fevereiro de 2009)